# Турнир чемпионок WTA
Турнир чемпионок WTA — женский профессиональный международный теннисный турнир, проходивший с 2009 по 2014 год в конце сезона регулярного тура, являясь финальным соревнованием для победительниц соревнований международной серии турниров WTA. C 2009 по 2011 год проходил на Бали (Индонезия), в 2012—2014 годах в Софии (Болгария) на крытых хардовых кортах, имея призовой фонд в 750 тысяч долларов и турнирную сетку, рассчитанную на 8 участниц в одиночном разряде. С 2015 года заменён на турнир WTA Elite Trophy, состав участниц которого определяется согласно рейтингу WTA.

## История турнира
Общая информация
Само соревнование создано при реорганизации календаря перед сезоном 2009 года, как итоговый турнир для теннисисток «второго эшелона»: то есть тех, кто не отобрался ни на основной итоговый чемпионат WTA и не призван защищать цвета своей национальной сборной в финале Кубка Федерации (с 2014 года финал женского командного трофея ITF разведён по срокам с турниром).
Призовой фонд первого турнира составил 600 000 долларов. Первоначально предполагалось, что в соревнованиях примет участие 10 спортсменок, но уже со второго розыгрыша число соревнующихся было сокращено до восьми человек. Также менялась и система розыгрыша: если первый турнир имел групповой раунд (4 группы, в каждой из которых три спортсменки в однокруговом соревновании выявляют одну лучшую) и двухкруговой раунд игр на выбывание; то, в дальнейшем, система упростилась до стандартного трёхкругового турнира на выбывание. В 2012 году групповая стадия была возвращена, но число участниц было сохранено на отметке в восемь человек.
Отбор и бонусы
Для отбора на данное соревнование организаторы разработали два критерия: нужно было выиграть хотя бы один турнир международной категории и при этом оказаться как можно выше в одиночном рейтинге. В первый год по подобной системе было отобрано 8 человек, а в дальнейшем их количество сократилось до 6. Также организаторы предоставляли на каждый турнир два специальных приглашения для любого из игроков, не попавших на турнир по основным критериям. В 2009-11 годах дополнительно разыгрывался бонусный призовой фонд для участниц, отобравшихся на соревнования за счёт не менее чем трёх титулов на соревнованиях международной серии. Если подобная теннисистка смогла бы взять титул и на Турнир чемпионок, то она дополнительно получала бы чек в размере одного миллиона долларов.
Арены турнира
Турнир фактически заменил соревнование III категории Commonwealth Bank Tennis Classic, в последние годы проводившееся как раз на Бали. Вместимость игрового корта задействованного под соревнование комплекса Bali International Convention Centre составляла в этот период 8 000 зрительских мест. В июне 2011 года было объявлено, что контракт с индонезийскими организаторами не будет продлён, а следующим местом проведения турнира стал болгарский город София. Вместимость игрового корта задействованного под соревнование комплекса «Армеец» составляла в этот момент 13 545 зрительских мест.

## Финалы разных лет
| Место проведения | Год  | Победительница   | Финалистка              | Счёт        | Бонус       |
| ---------------- | ---- | ---------------- | ----------------------- | ----------- | ----------- |
| София            | 2014 | Андреа Петкович  | Флавия Пеннетта         | 1-6 6-4 6-3 | Отменён     |
| София            | 2013 | Симона Халеп     | Саманта Стосур          | 2-6 6-2 6-2 | Отменён     |
| София            | 2012 | Надежда Петрова  | Каролина Возняцки       | 6-2 6-1     | Отменён     |
| Бали             | 2011 | Ана Иванович (2) | Анабель Медина Гарригес | 6-3 6-0     | Не разыгран |
| Бали             | 2010 | Ана Иванович     | Алиса Клейбанова        | 6-2 7-6(5)  | Не разыгран |
| Бали             | 2009 | Араван Резаи     | Марион Бартоли          | 7-5 — отказ | Не разыгран |

| Год  | Теннисистка   | Турнир1   | Турнир2     | Турнир3  | Итог      |
| ---- | ------------- | --------- | ----------- | -------- | --------- |
| 2011 | Роберта Винчи | Барселона | Хертогенбос | Будапешт | 1-й раунд |